# Phare des Mamelles
Pour les articles homonymes, voir Mamelle (homonymie).
Le phare des Mamelles est un phare situé sur la presqu'île du Cap-Vert, à environ 4 km au sud-est de la pointe des Almadies — l'extrémité occidentale du continent africain — dans la ville de Dakar (Sénégal), sur la plus occidentale et la plus grande des deux collines volcaniques coniques nommées les Mamelles.

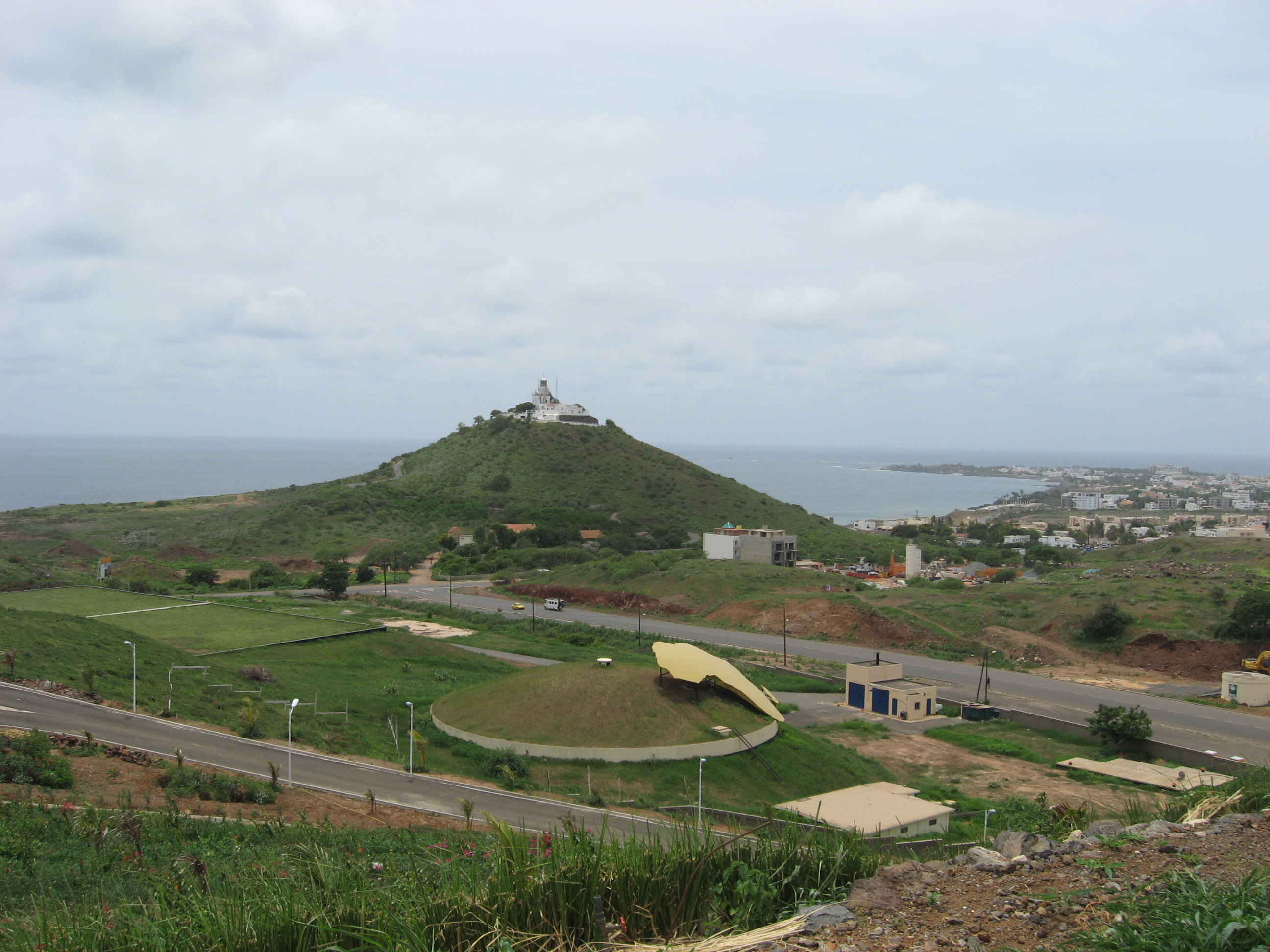
La colline du phare vue depuis le Monument de la Renaissance africaine

C'est le plus ancien phare de Dakar, considéré comme le plus puissant d'Afrique avec celui du cap de Bonne-Espérance.

## Histoire
Sa construction a été achevée en 1864, comme le rappelle l'inscription sur le fronton, modifiée en 1911. En 1954 la puissance du phare a été doublée et portée à 6 000 watts sous 115 volts.
En 1960, un accident d'avion, pour des raisons indéterminées, à 2 400 m du phare a coûté la vie aux 63 passagers d'un Lockheed L-1049G Super Constellation d'Air France.

## Caractéristiques
L'édifice entièrement peint en blanc comprend une tour cylindrique accolée à l'avant de la maison du gardien qui assure une permanence nocturne dans la salle de veille du deuxième étage.
Au rez-de-chaussée, une salle des machines abrite un groupe électrogène et le jeu de batteries de secours.
D'abord alimenté au pétrole, le phare est désormais électrifié, mais son allumage reste manuel. Avant l'électrification, un système de balanciers faisait tourner la lentille.
Équipé d'une lampe à arc de 200 watts (type MSD) d'une durée de vie de 3 000 heures et fonctionnant sur du courant alternatif à 220 volts, le phare produit un puissant éclat blanc toutes les cinq secondes. Une grande lentille de Fresnel sur bain de mercure joue le rôle d'amplificateur et lui confère une portée de 53 km.

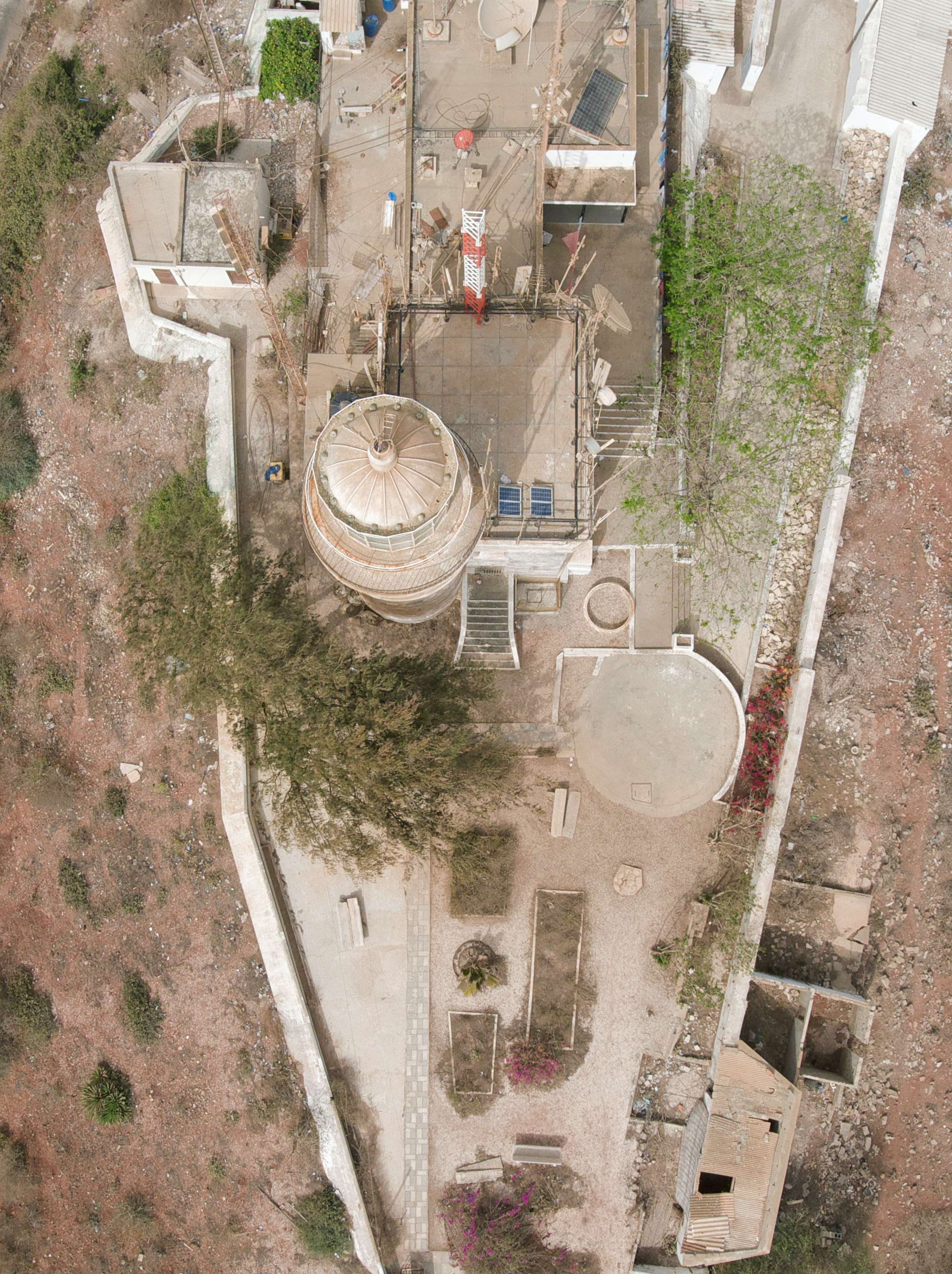
Vue aérienne
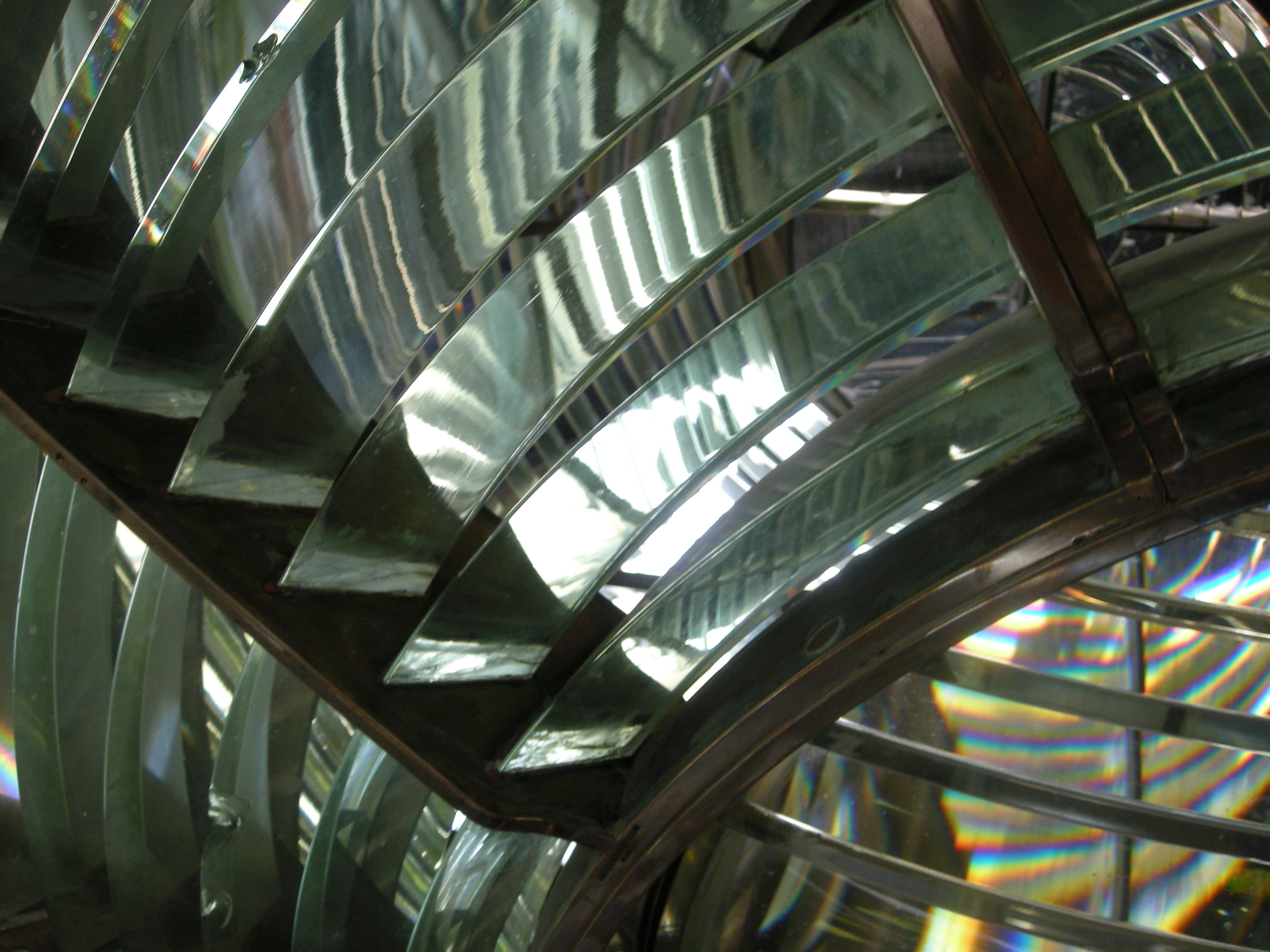
La lentille de Fresnel
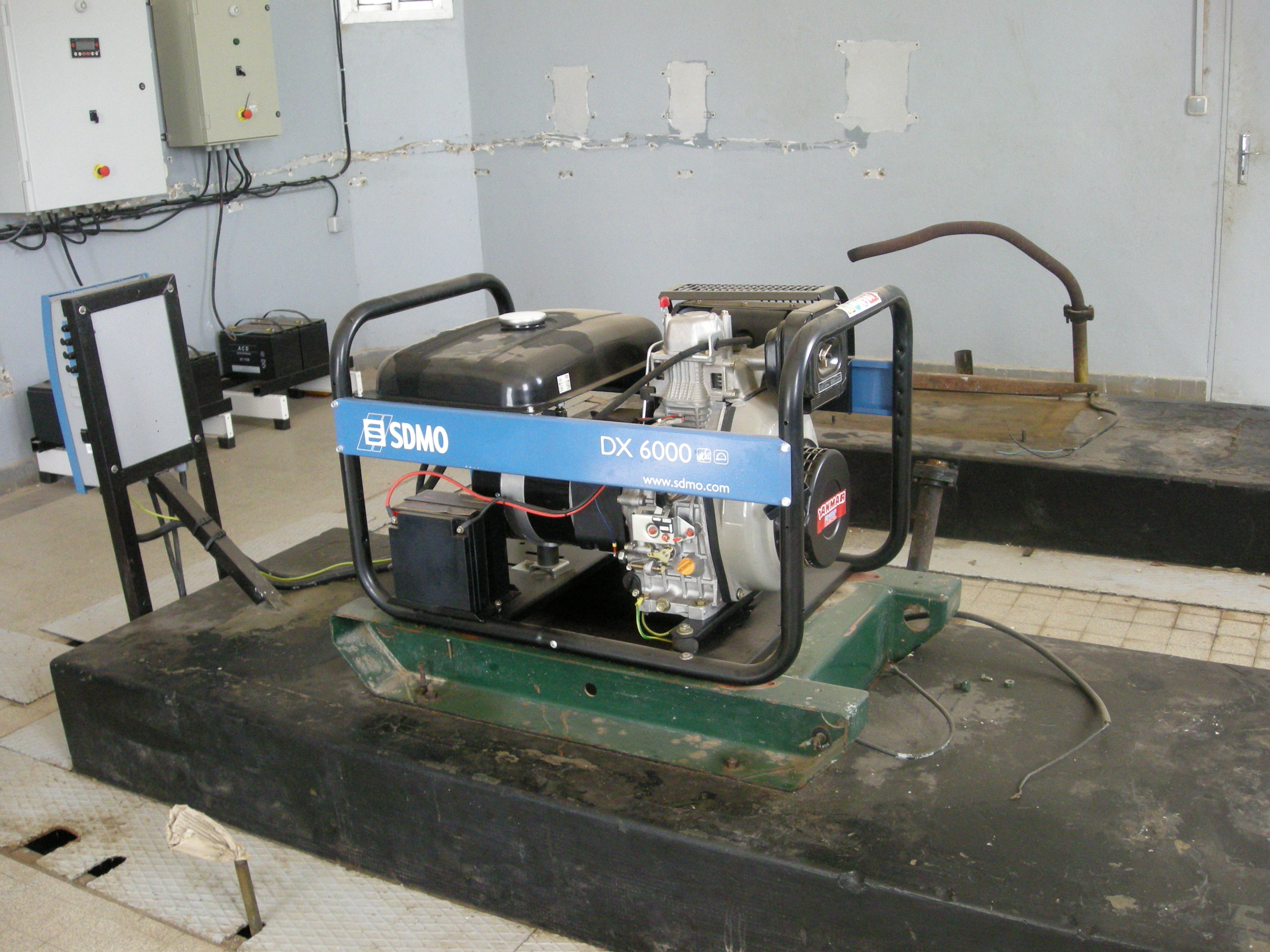
Le groupe électrogène
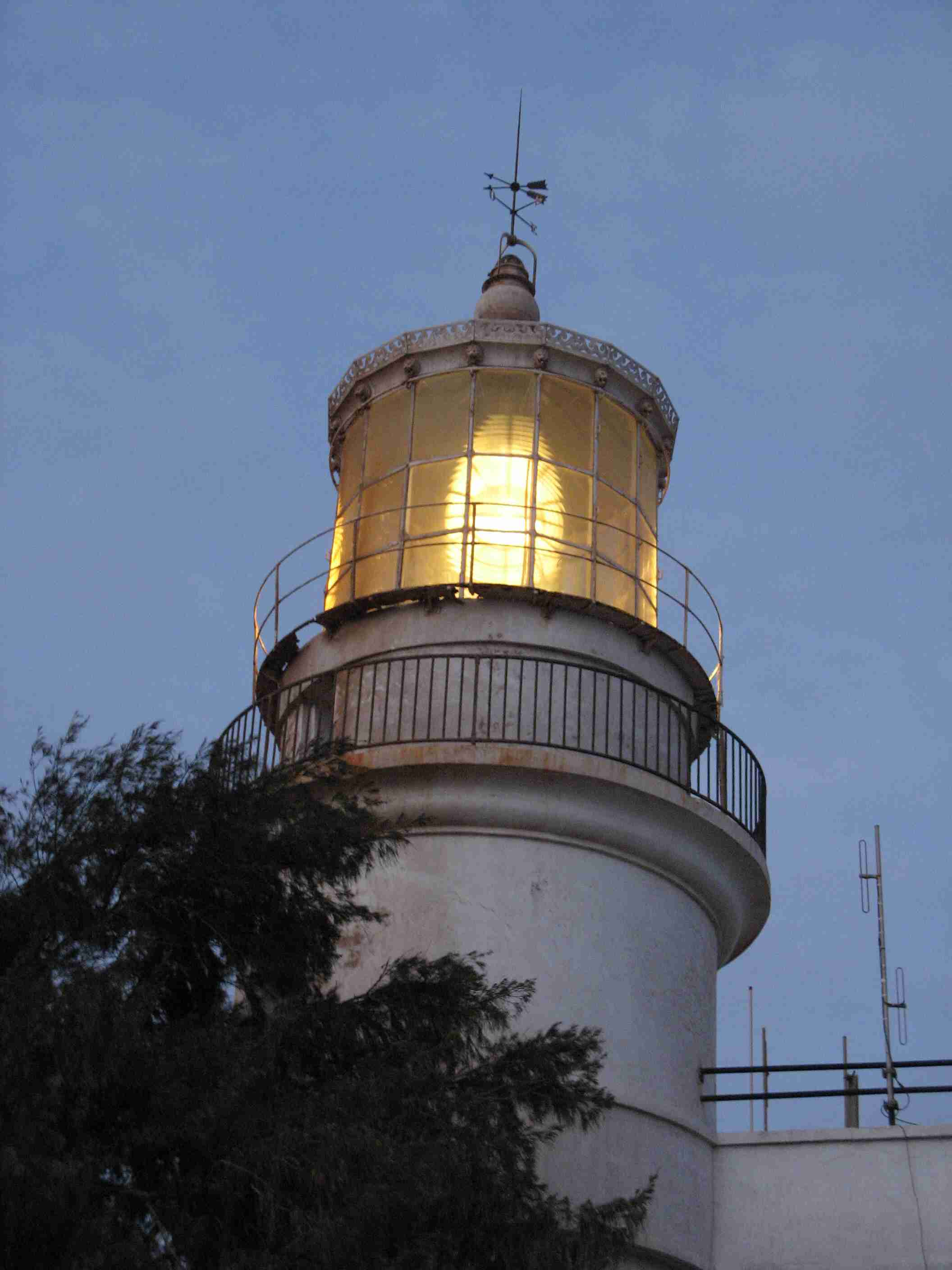
La lanterne illuminée

## Tourisme

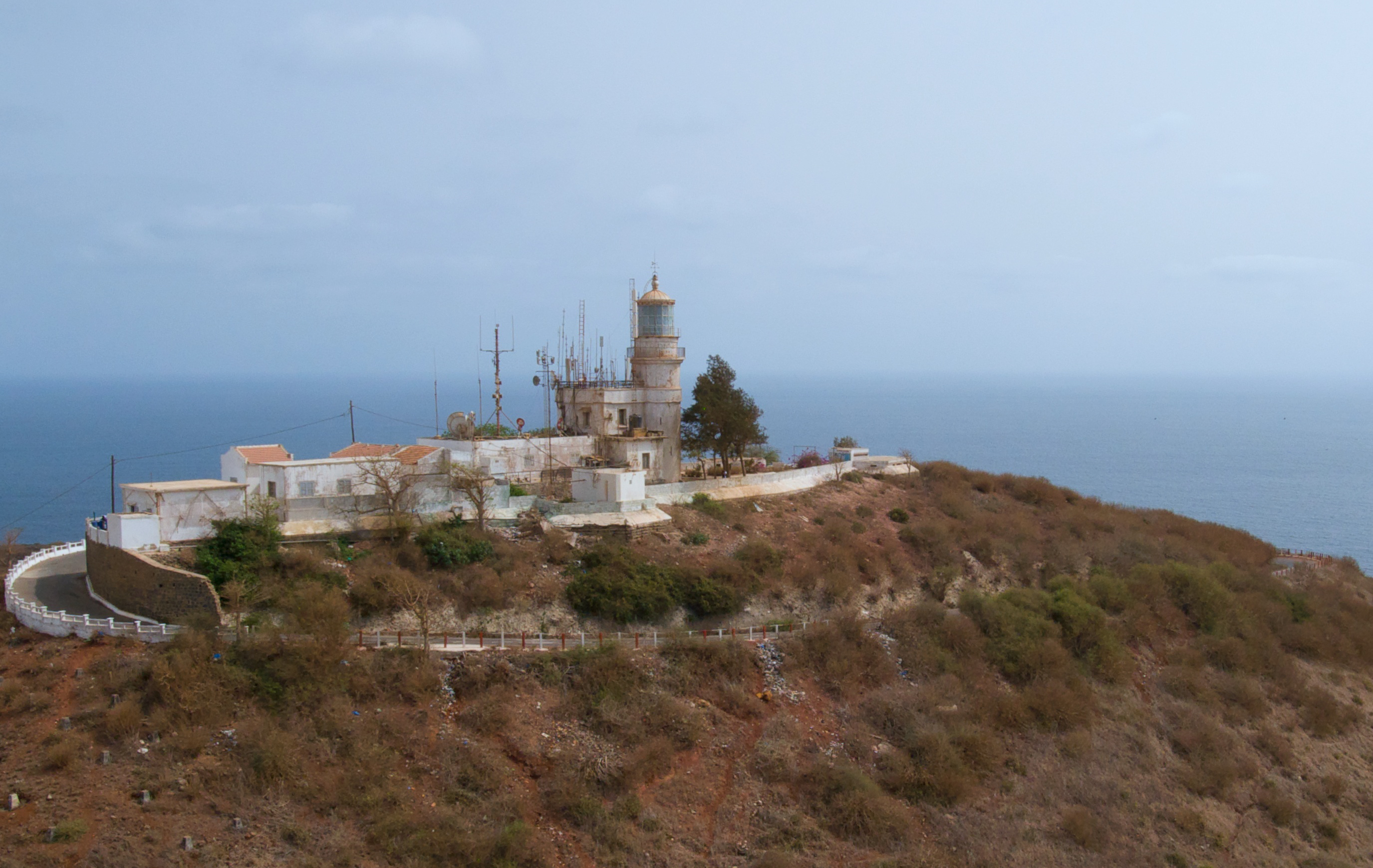
Vue aérienne du phare des Mamelles.

L'accès au phare est gratuit. Une visite guidée est proposée par le gardien de service.
De là, mais aussi de la colline rocheuse elle-même — point culminant de Dakar et du Sénégal occidental — le promeneur bénéficie d'une vue panoramique sur l'ensemble de la presqu'île, notamment la pointe des Almadies, N'Gor, Ouakam, le Monument de la Renaissance africaine ou les îles de la Madeleine, sans parler de la capitale elle-même. On aperçoit notamment l'aéroport international Léopold Sédar Senghor.

## Musique
Le phare est cité dans le titre 4 saisons de Norsacce Berlusconi en featuring avec Freeze Corleone.

## Notes et références

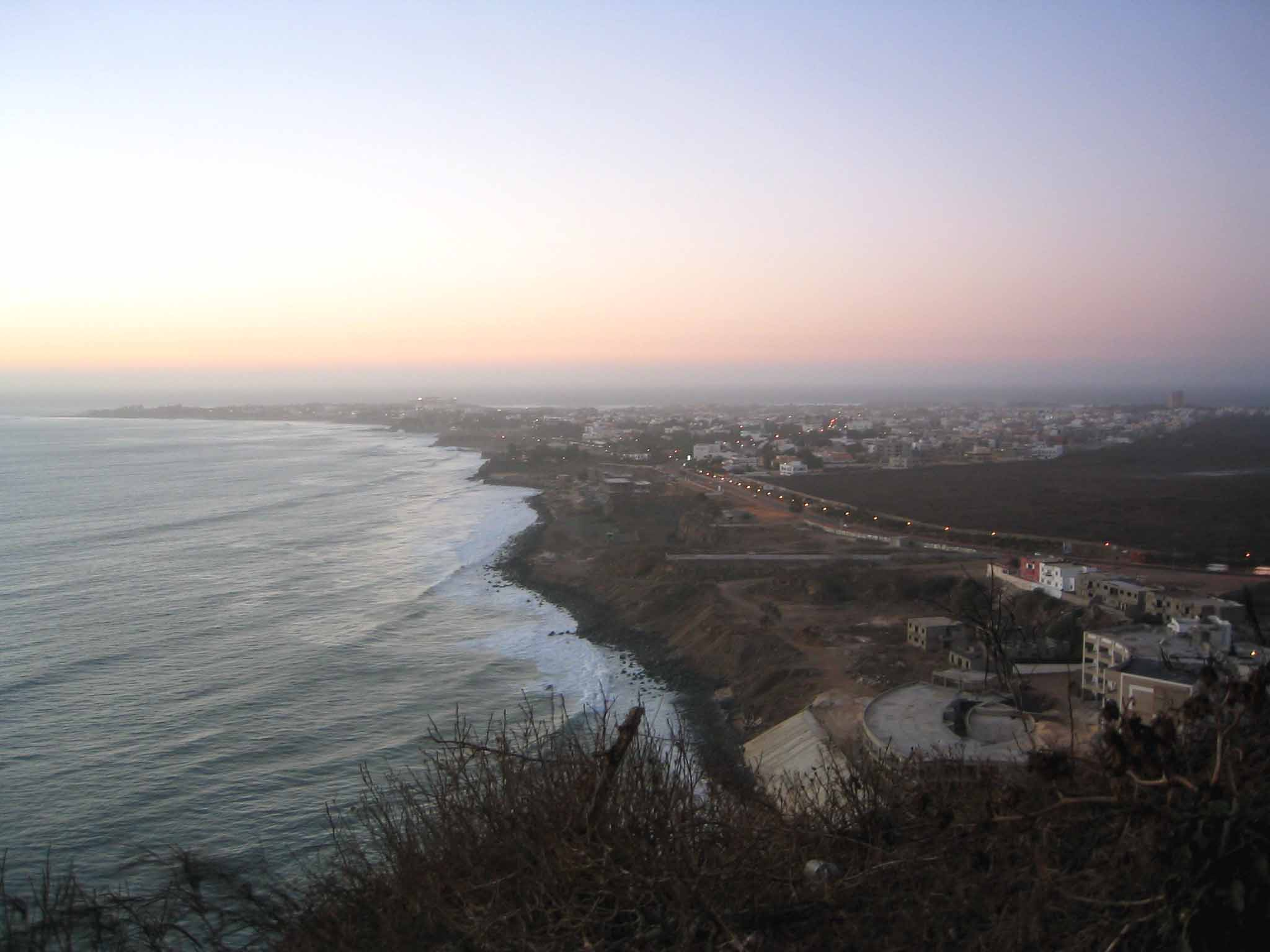
La pointe des Almadies depuis le phare des Mamelles